# Борсоєв Ілля Бузинайович

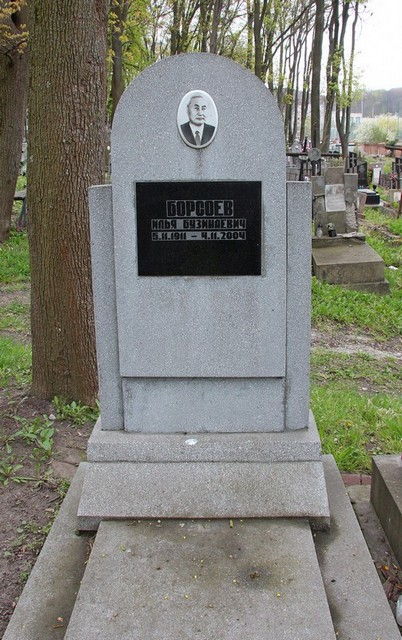
Надгробок

Ілля Бузинайович Борсоєв (5 листопада 1911, улус Холбот, Іркутська губернія — 4 листопада 2004 р. Львів, Україна) — державний і партійний діяч Бурят-Монгольської АРСР, Голова Президії Верховної Ради Бурят-Монгольської АРСР (липень 1940 — квітень 1941). Голова Верховної Ради Бурят-Монгольської АРСР першого скликання (квітень 1941 — вересень 1946 р.). Педагог.

## Біографія
Народився в улусі Холбот Іркутської губернії (нині зниклий населений пункт в муніципальному утворенні «Кирма» Баяндаївського району Усть-Ординського Бурятського автономного округу) в сім'ї скотаря. Бурят. У віці одного року залишився сиротою. Молодший брат Володимира Бузинаевича Борсоєва, Героя Радянського Союзу.
З 1932 року член ВКП(б). Направлений на комсомольську роботу: завідувач відділу, секретар Ехірит-Булагатського, а потім Боханського райкому ВЛКСМ.
У 1933 — секретар Селенгинського райкому ВЛКСМ, потім — інструктор Бурят-Монгольського обласного комітету ВЛКСМ.
У 1938 році обраний депутатом Верховної Ради Бурят-Монгольської АРСР.
У січні 1940 року обраний Головою Президії Верховної Ради Бурят-Монгольської АРСР. У лютому 1940 року за видатні успіхи в сільському господарстві, особливо за перевиконання планів з тваринництва нагороджений орденом «Знак Пошани».
На цій посаді працював до квітня 1941 року, до обрання його на п'ятій сесії республіканського парламенту Головою Верховної Ради Бурят-Монгольської АРСР першого скликання.
У травні 1941 року обраний секретарем обкому ВКП(б) з лісової промисловості. У листопаді того ж року призначений начальником Політсектору при Наркомземі Бурят-Монгольської АРСР.
У 1945 році закінчив Вищу школу парторганізаторів при ЦК ВКП(б) і був направлений першим секретарем Хоринського райкому партії, де працював до вересня 1946 року.
Пізніше на викладацькій роботі у Західній Україні. Викладач, доцент, декан економічного факультету (1954—1957) Львівського сільськогосподарського інституту (нині Львівський національний аграрний університет).

## Нагороди
- орден «Знак Пошани» (1940)